# The Eagle and the Sparrow
Pour plus de détails, voir Fiche technique et Distribution.
The Eagle and the Sparrow (littéralement : L'Aigle et le Moineau) est un film muet américain réalisé par Burton L. King, sorti en 1915.

## Fiche technique
- Titre : The Eagle and the Sparrow
- Réalisation : Burton L. King
- Scénario :
- Producteur : William Selig
- Société de production : Selig Polyscope Company
- Sociétés de distribution : General Film Company (États-Unis)
- Pays de production :  États-Unis
- Langue : Anglais
- Métrage : 300 m
- Format : Noir et blanc — 35 mm — 1,33:1 — Muet
- Genre : Film dramatique
- Durée : 10 minutes
- Date de sortie : 
  - États-Unis : 10 mars 1915

## Distribution
- Robyn Adair : le moineau (The Sparrow)
- Eugenie Forde : la femme du moineau (The Sparrow's Wife)
- Ed Brady : L'aigle (The Eagle)